# Estación Coronel Mom
Coronel Mom es una estación ferroviaria del Ferrocarril Domingo Faustino Sarmiento de la Red Ferroviaria Argentina, en el ramal que une las estaciones de Suipacha y Bayauca.

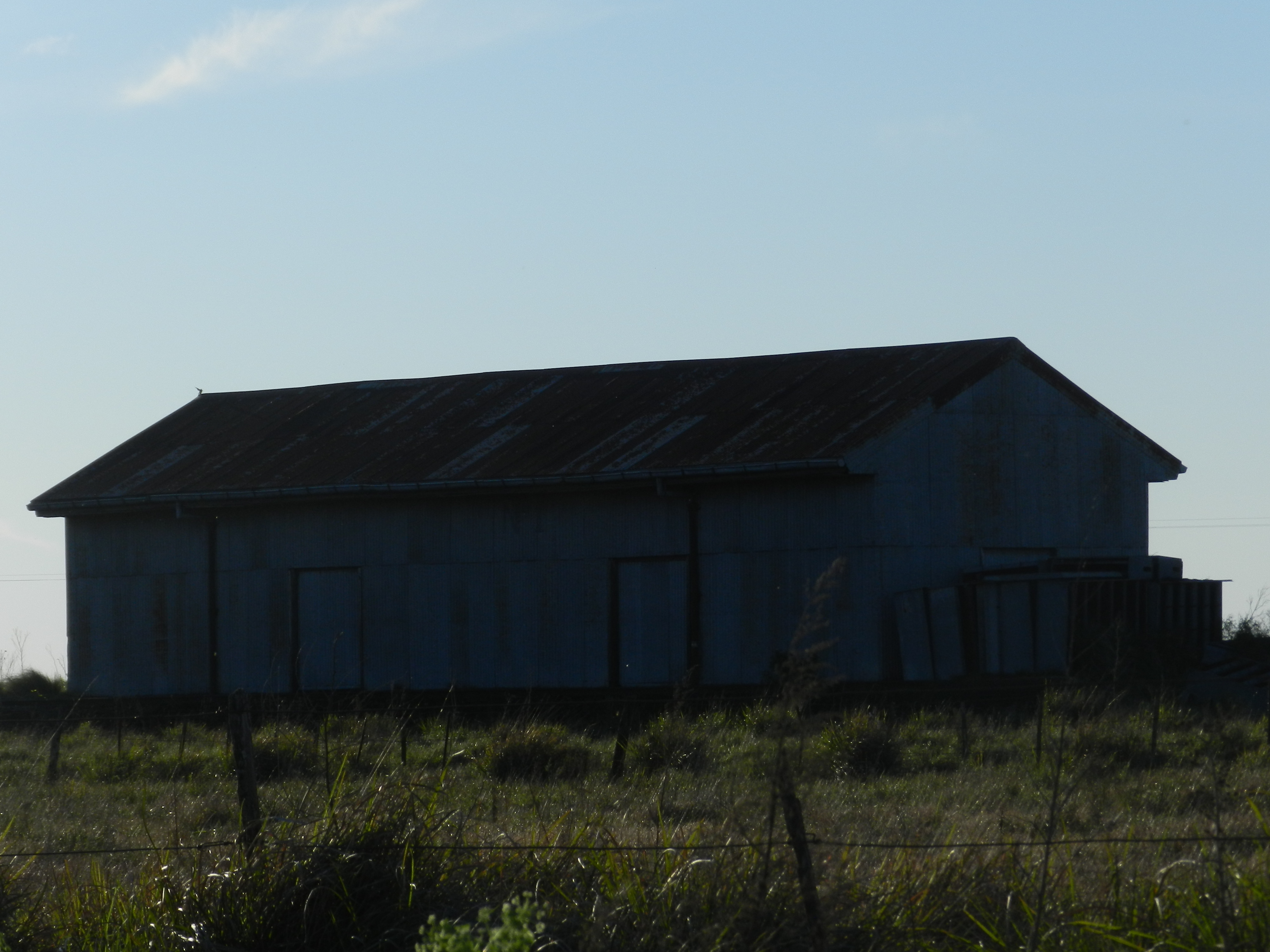
Galpón de acopio.
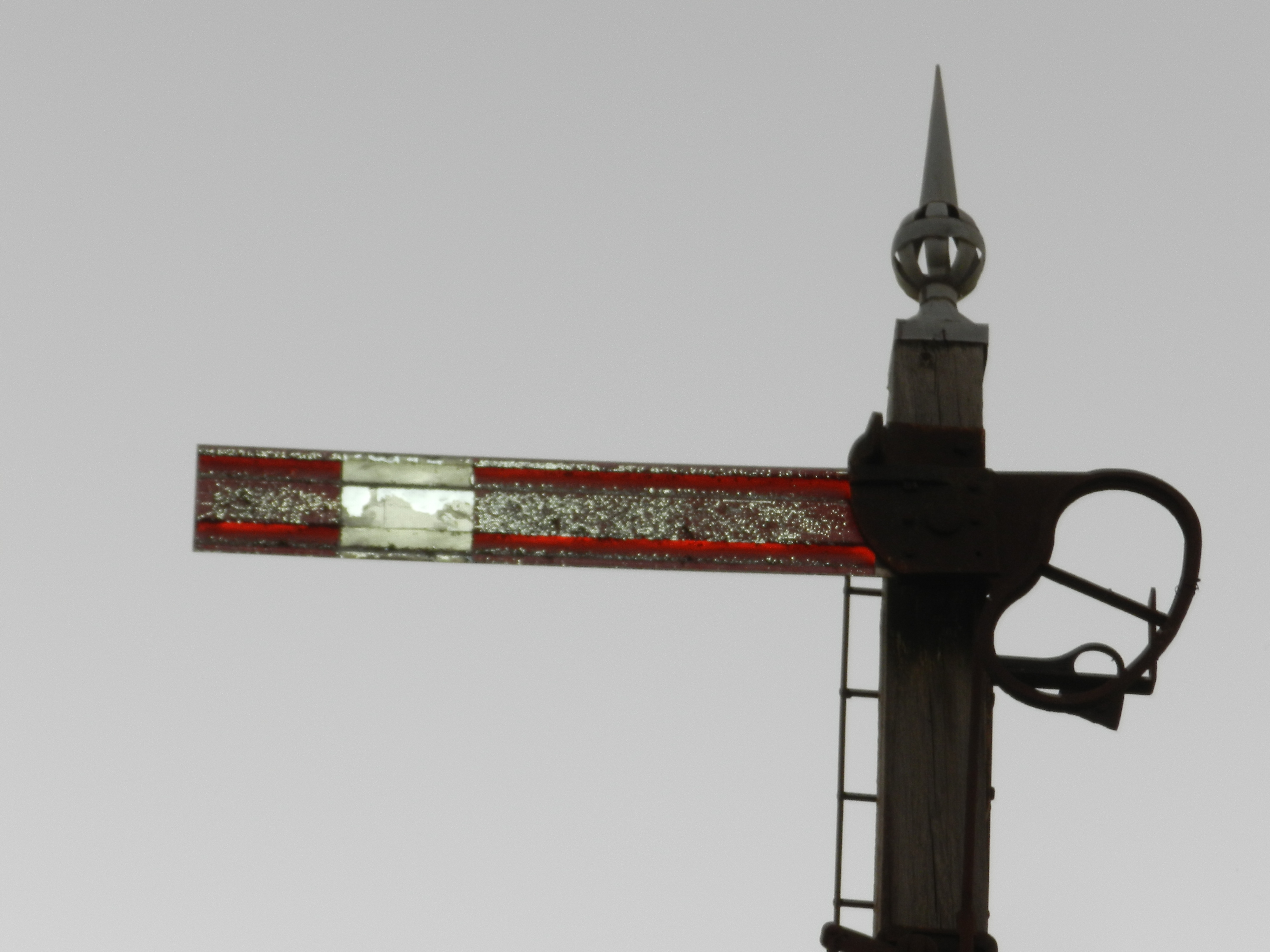
Señal.
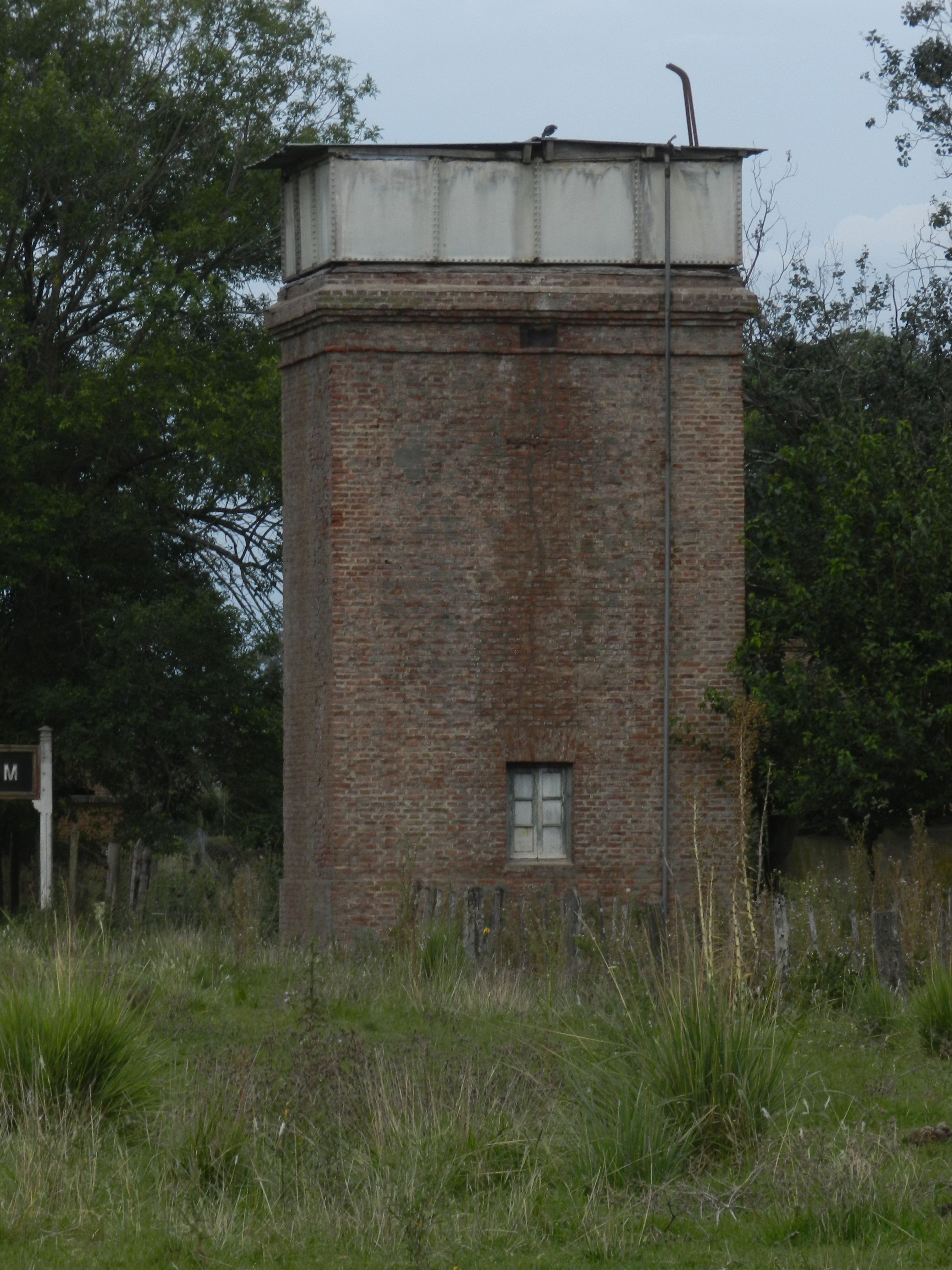
Tanque de agua.
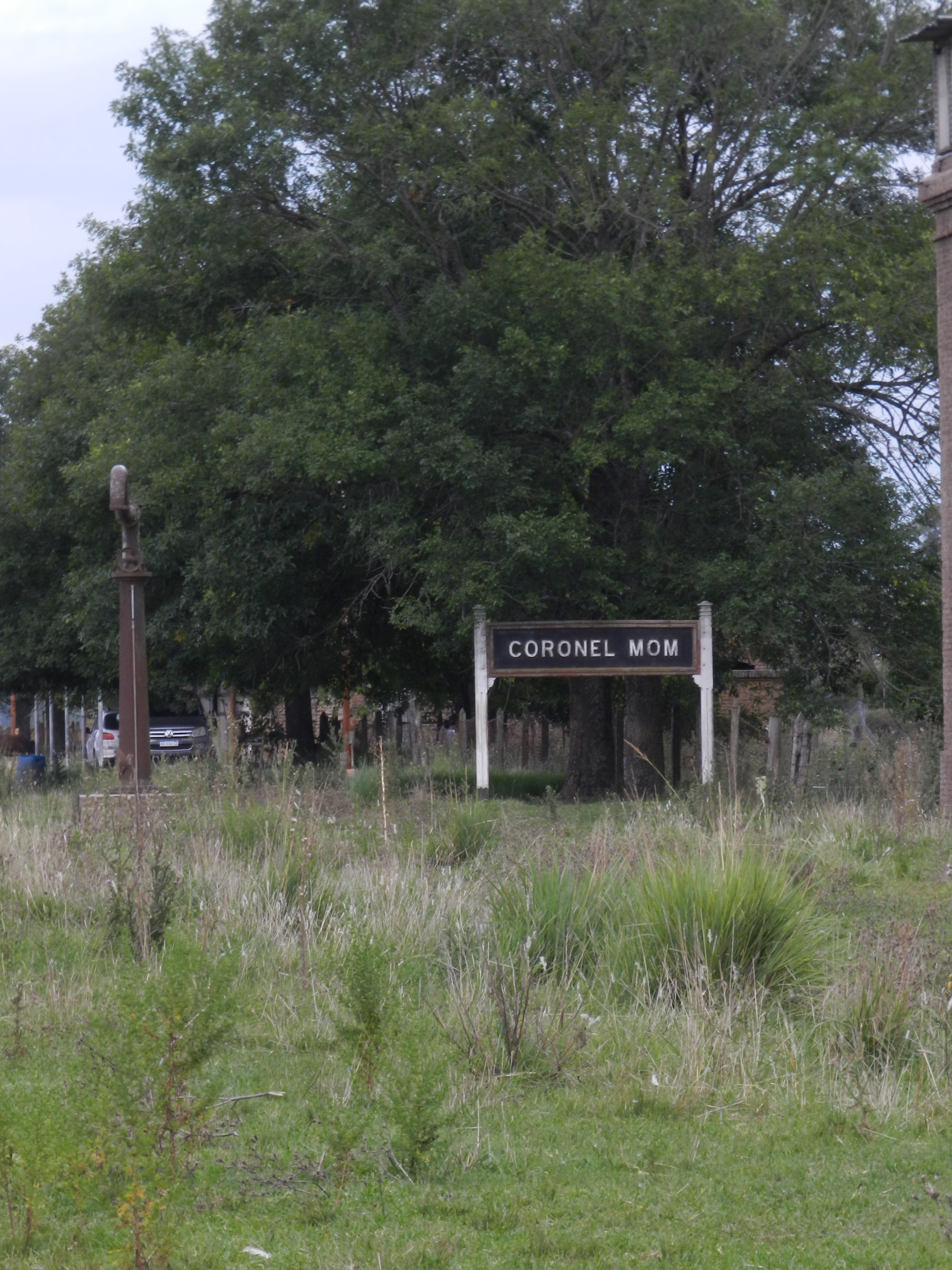
Nomenclatura Coronel Mom.

## Ubicación
Se encuentra en la localidad de Villa Ortiz, partido de Alberti, provincia de Buenos Aires, Argentina.

## Servicios
No presta servicios de pasajeros. Sus vías están a cargos de la empresa Trenes Argentinos Cargas,sin embargo las vías se encuentran sin uso y en estado de abandono.
Recibía los servicios provenientes de Once con destino a Lincoln, General Villegas y Realicó. No posee servicios de pasajeros desde 1994.